# Броценський край
Броце́нський кра́й (латис. Brocēnu novads) — адміністративно-територіальна одиниця Латвійської Республіки. Розташований у західній частині країни, в історичному регіоні Курляндія. Адміністративний центр — Броцени. Створений 2009 року. Площа — 498,5 км². Населення — 6233 осіб (2011). До складу краю входять 1 місто і 4 волості.

## Населення
Національний склад краю за результатами перепису населення Латвії 2011 року.
| Національність | К-сть | % |
| -------------- | ----- | - |